# Elezioni regionali in Sardegna del 1965
Le elezioni regionali in Sardegna del 1965 si tennero il 13 giugno.

## Risultati
| Liste                                                             | Voti    | %     | Seggi |
| ----------------------------------------------------------------- | ------- | ----- | ----- |
| Democrazia Cristiana (DC)                                         | 303.654 | 43,41 | 35    |
| Partito Comunista Italiano (PCI)                                  | 143.395 | 20,50 | 15    |
| Partito Socialista Italiano (PSI)                                 | 48.278  | 6,90  | 5     |
| Partito Sardo d'Azione-Partito Repubblicano Italiano (PSd'Az-PRI) | 44.621  | 6,38  | 5     |
| Partito Liberale Italiano (PLI)                                   | 42.990  | 6,15  | 3     |
| Partito Socialista Democratico Italiano (PSDI)                    | 37.935  | 5,42  | 3     |
| Movimento Sociale Italiano (MSI)                                  | 31.858  | 4,55  | 3     |
| Partito Socialista Italiano di Unità Proletaria (PSIUP)           | 26.295  | 3,76  | 1     |
| Partito Democratico Italiano di Unità Monarchica (PDIUM)          | 20.463  | 2,93  | 2     |
| Totale                                                            | 699.489 |       | 72    |

| Riepilogo dei seggi | Riepilogo dei seggi | Riepilogo dei seggi | Riepilogo dei seggi | Riepilogo dei seggi | Riepilogo dei seggi | Riepilogo dei seggi |
| ------------------- | ------------------- | ------------------- | ------------------- | ------------------- | ------------------- | ------------------- |
|                     |                     |                     |                     |                     |                     |                     |
| PCI                 | 15                  | ▲ 1                 |                     | PSIUP               | 1                   | Nuovo               |
| PSI                 | 5                   | ▼ 2                 |                     | PSDI                | 3                   | ▲ 1                 |
| PSd'Az - PRI        | 5                   | ━                   |                     | DC                  | 35                  | ▼ 2                 |
| PLI                 | 3                   | ▲ 2                 |                     | PDIUM               | 2                   | ━                   |
| MSI                 | 3                   | ▼ 1                 |                     |                     |                     |                     |